# PGC 71611
LEDA/PGC 71611, auch UGC 12635, ist eine leuchtschwache Spiralgalaxie im Sternbild Fische auf der Ekliptik. Sie ist schätzungsweise 238 Millionen Lichtjahre von der Milchstraße entfernt und hat einen Durchmesser von etwa 95.000 Lichtjahren. Vom Sonnensystem aus entfernt sich das Objekt mit einer errechneten Radialgeschwindigkeit von näherungsweise 5.200 Kilometern pro Sekunde. Vermutlich bildet die gemeinsam mit NGC 7684 ein gravitativ gebundenes Galaxienpaar.
Im selben Himmelsareal befinden sich unter anderem die Galaxien PGC 1151034, PGC 1153648, PGC 1157858, PGC 1162038.